# Thuốc bổ sung calci
Thuốc bổ sung Calci là muối calci được sử dụng trong một số điều kiện. Bổ sung nói chung chỉ được yêu cầu khi không có đủ calci trong chế độ ăn uống. Bằng miệng, chúng được sử dụng để điều trị và ngăn ngừa lượng calci trong máu thấp, loãng xương và còi xương. Bằng cách tiêm vào tĩnh mạch, chúng được sử dụng để làm giảm lượng calci trong máu, kết quả là co thắt cơ, và làm tăng lượng kali trong máu hoặc độc tố magnesi.  
Các phản ứng phụ thường gặp bao gồm táo bón và buồn nôn. Khi uống bằng miệng, lượng calci trong máu cao là không phổ biến. Calci bổ sung không giống như calci từ các nguồn thực phẩm dường như làm tăng nguy cơ bệnh sỏi thận. Người lớn thường cần khoảng một gram calci mỗi ngày. Calci là đặc biệt quan trọng đối với xương, cơ và thần kinh.
Việc sử dụng Thuốc bổ sung calci bắt đầu vào thế kỷ 19. Nó nằm trong Danh sách Thuốc thiết yếu của Tổ chức Y tế Thế giới, loại thuốc hiệu quả nhất và an toàn nhất trong hệ thống y tế. Chúng có sẵn như thuốc chung. Chi phí bán buôn ở các nước đang phát triển khoảng 0,92 đến 4,76 USD một tháng. Ở Hoa Kỳ điều trị thường tốn ít hơn 25 đô la Mỹ một tháng. Các loại tương tự cũng được bán cùng với vitamin D.